# 全国重点大学

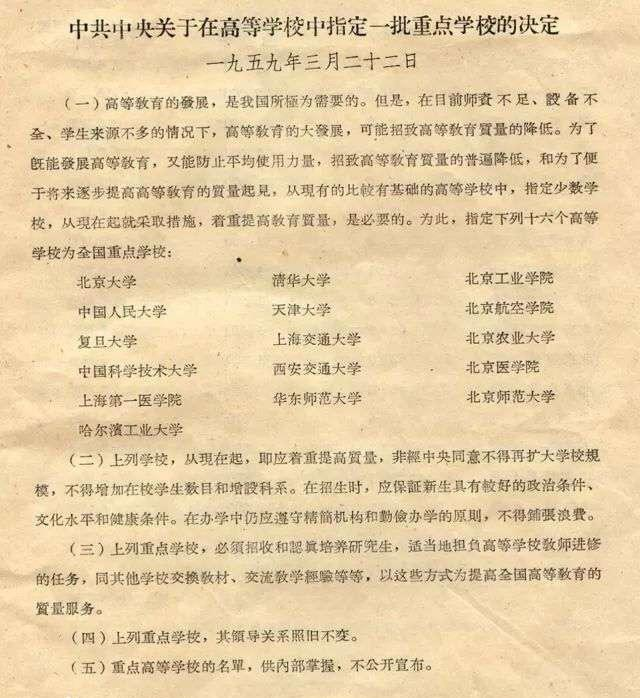
1959年5月17日，中共中央印发《中共中央关于在高等学校中指定一批重点学校的决定》。

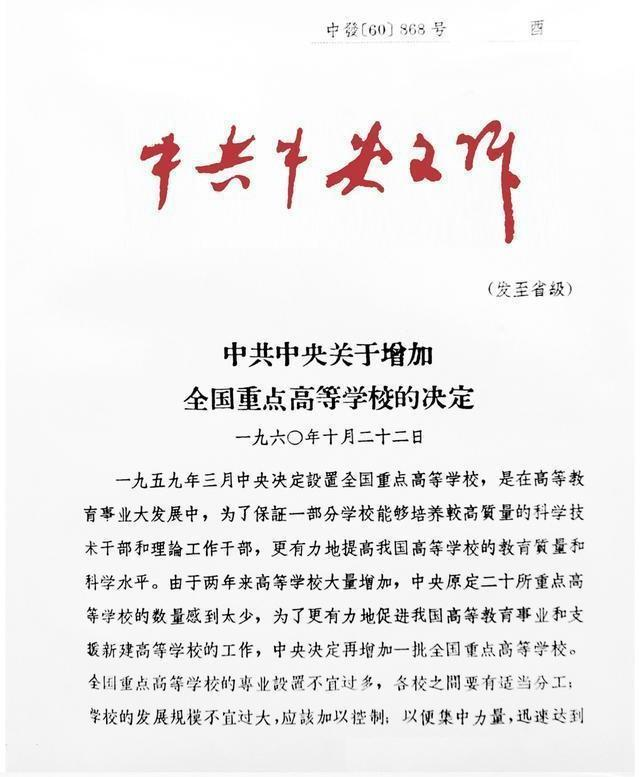
1960年10月22日，中共中央印发《中共中央关于增加全国重点高等学校的决定》。

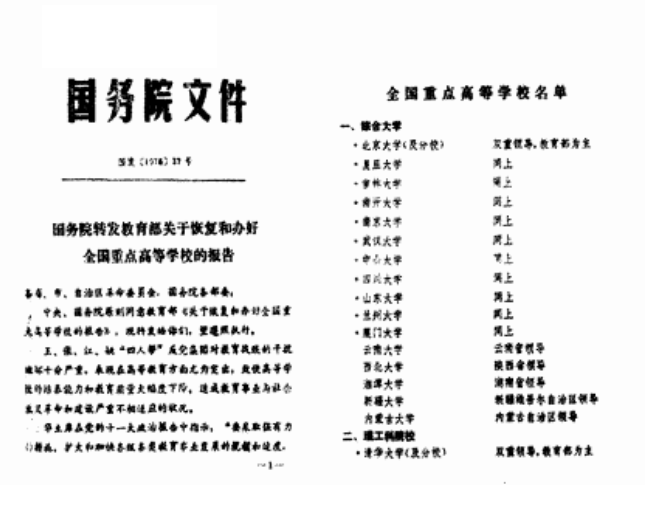
1978年2月17日，《国务院转发教育部关于恢复和办好全国重点高等学校的报告》

全国重点大学指中华人民共和国境内受到国家重点建设支援的某些大学。1954年首次确定，之后多次增补，“文革”期间该政策逐渐停止，1978年2月国务院确定了88所全国重点高等学校，之后多所大学陆续被确定为全国重点高等学校，又因一些学校撤并，至1981年底，中国共有96所全国重点高等学校。在1990年代中国高校体制改革后，这一名称不再被官方所使用。

## 历史

### 建国初期
1954年10月5日，高等教育部印发《关于重点高等学校和专家工作范围的决议》，确定中国人民大学、北京大学、清华大学、哈尔滨工业大学、北京农业大学、北京医学院6所大学为全国性重点大学。 
1959年5月17日，中共中央发出《关于在高等学校中指定一批重点学校的决定》，指定以下16所高校为全国重点大学： 
北京大学、清华大学、北京工业学院、中国人民大学、天津大学、北京航空学院、复旦大学、上海交通大学、北京农业大学、中国科学技术大学、西安交通大学、北京医学院、上海第一医学院、华东师范大学、北京师范大学、哈尔滨工业大学。
1959年8月增加4所重点大学：中国协和医科大学、中国人民解放军军事工程学院、中国人民解放军第四军医大学、中国人民解放军通信兵学院。 
1960年10月22日，中共中央下發《关于增加全国重点高校的决定》，决定在原来20所（16+4）重点大学的基础上，再增加武汉大学、吉林大学等44所普通高校为全国重点高校，由此，全国重点高校增至64所。1963年9月，教育部决定增加3所重点大学；1963年10月，教育部再次决定增加1所重点大学，至此，全国重点高校共计68所。
（下文中粗体为首批全国重点大学，下划线为1959年8月增加的4所重点大学，斜体不在文革后88所重点大学名单）
综合大学13+1所
- 中国人民大学
- 北京大学
- 复旦大学
- 中国科学技术大学
- 吉林大学
- 南开大学
- 南京大学
- 武汉大学
- 中山大学
- 四川大学
- 山东大学
- 山东海洋学院
- 兰州大学
- 厦门大学（1963年9月增加）

工科院校32+1所
- 清华大学
- 上海交通大学
- 西安交通大学
- 天津大学
- 哈尔滨工业大学
- 大连工学院
- 东北工学院
- 南京工学院
- 华南工学院
- 华中工学院
- 重庆大学
- 西北工业大学
- 合肥工业大学
- 北京工业学院
- 北京航空学院
- 北京石油学院[註 2]
- 北京地质学院[註 3]
- 北京邮电学院
- 北京钢铁学院
- 北京矿业学院[註 4]
- 北京铁道学院[註 5]
- 北京化工学院
- 唐山铁道学院[註 6]
- 吉林工业大学
- 大连海运学院
- 华东水利学院
- 华东化工学院[註 7]
- 华东纺织工学院[註 8]
- 同济大学
- 武汉水利电力学院
- 中南矿冶学院
- 成都电讯工程学院
- 浙江大学（1963年9月增加）

师范院校2所
- 北京师范大学
- 华东师范大学[註 9]

农林院校3+1所
- 北京农业大学[註 10]
- 北京农业机械化学院[註 11]
- 北京林学院[註 12]
- 南京农学院（1963年10月增加）

医药院校5所
- 北京医学院
- 上海第一医学院
- 中国医科大学
- 北京中医学院
- 中山医学院

外语学院1+1所
- 北京外国语学院
- 上海外国语学院（1963年9月增加）

政法、财经学院3所
- 国际关系学院
- 北京政法学院
- 北京对外贸易学院

艺术学院1所
- 中央音乐学院

体育学院1所
- 北京体育学院

军委所属院校3所
- 中国人民解放军军事工程学院[註 13]
- 第四军医大学
- 中国人民解放军军事电信工程学院[註 14]

### 文革后
1978年2月17日，国务院转发教育部《关于恢复和办好全国重点高等学校的报告》，恢复“文革”前60所全国重点高等学校，并增加28所，确定了共88所全国重点高等学校。
下列为1978年88所全国重点大学（按1978年初校址排列，粗体为文革前60所全国重点高等学校）：
| 省区名（院校数目）      | 院校名称 |
| ----------------------- | --- |
| 北京市（16）            | 北京大学（及分校）、清华大学（及分校）、北京航空学院、北京工业学院、北京钢铁学院、北京化工学院、北方交通大学、北京邮电学院、北京师范大学、北京中医学院、北京医学院、北京外国语学院、北京对外贸易学院、中央音乐学院、北京体育学院、中央民族学院 |
| 天津市（2）             | 南开大学、天津大学 |
| 河北省（3）             | 河北电力学院、华北农业机械化学院、华北农业大学 |
| 山西省（1）             | 大寨农学院 |
| 内蒙古自治區（1）       | 内蒙古大学 |
| 辽宁省（4）             | 大连工学院、东北工学院、阜新煤矿学院、大连海运学院 |
| 吉林省（3）             | 吉林大学、吉林工业大学、长春地质学院 |
| 黑龙江省（4）           | 哈尔滨船舶工程学院、哈尔滨工业大学、大庆石油学院、东北重型机械学院 |
| 上海市（8）             | 复旦大学、同济大学、上海化工学院、上海交通大学、上海纺织工学院（及分院）、上海师范大学、上海第一医学院、上海外国语学院 |
| 江苏省（7）             | 南京大学、南京工学院、南京航空学院、华东工程学院、华东水利学院、镇江农业机械学院、南京气象学院 |
| 浙江省（1）             | 浙江大学 |
| 安徽省（2）             | 中国科学技术大学、合肥工业大学 |
| 福建省（1）             | 厦门大学 |
| 江西省（1）             | 江西共产主义劳动大学 |
| 山东省（3）             | 山东大学、华东石油学院、山东海洋学院 |
| 湖北省（6）             | 武汉大学、华中工学院、武汉水利电力学院、湖北建筑工业学院、武汉地质学院、武汉测绘学院 |
| 湖南省（4）             | 湘潭大学、长沙工学院、中南矿冶学院、湖南大学 |
| 广东省（4）             | 中山大学、华南工学院、广东化工学院、中山医学院 |
| 四川省（含重庆市）（8） | 四川大学、重庆大学、成都电讯工程学院、重庆建筑工程学院、四川矿业学院、西南交通大学、四川医学院、西南政法学院 |
| 云南省（2）             | 云南大学、云南林业学院 |
| 陕西省（5）             | 西北大学、西安交通大学、西北工业大学、西北电讯工程学院、西北轻工业学院 |
| 甘肃省（1）             | 兰州大学 |
| 新疆維吾爾自治區（1）   | 新疆大学 |

1978年4月，国务院批准恢复中国人民大学。1978年9月，中共中央批准《调查部关于重建国际关系学院的报告》，并决定将其列为全国重点高等学校。1978年，国务院批准成都工学院改为成都科学技术大学，并列为全国重点大学。1979年1月，中共中央同意恢复南京农学院；4月27日，农业部、教育部、江苏省革委会联合向国务院提出《关于恢复南京农学院为全国重点高等学校的报告》，后获批。1979年5月4日，教育部、农业部、山西省革委会联名向国务院提出《关于将大寨农学院并入山西农学院更名为山西农业大学的请示报告》；1979年7月27日，国务院批准该报告，同意将大寨农学院并入山西农学院，山西农学院更名为山西农业大学，列为全国重点高等学校。1979年7月31日，教育部发出《关于改变北京中医学院、中国首都医科大学领导体制的通知》，指出国务院批准将首都医院医科大学改名为中国首都医科大学，并列为全国重点高等学校。1979年10月4日，经国务院批准，教育部与农业部联合发出通知，西北农学院、西南农学院、华中农学院、华南农学院、沈阳农学院列为全国重点高等学校。此外，因广东化工学院并入华南工学院、长沙工学院改为国防科技大学归属军委，至1981年底，中国共有96所全国重点高等学校。

### 后续变迁
1993年2月，中华人民共和国国务院正式发布《中国教育改革和发展纲要》，其中明确指出：“要集中中央和地方等各方面的力量办好100所左右重点大学和一批重点学科、专业。”之后全国重点大学的提法也不再使用，取而代之的是纳入国家“211工程”、“985工程”的重点建设大学。
2015年8月，中共中央总书记习近平主持的中共中央全面深化改革领导小组第15次会议审议通过《统筹推进世界一流大学和一流学科建设总体方案》。2015年10月，国务院印发《统筹推进世界一流大学和一流学科建设总体方案》（“双一流”建设总体方案），将“211工程”“985工程”及“优势学科创新平台”等重点建设项目统一纳入“双一流”建设。

## 名单
此名单据1985年出版的中华人民共和国教育部外事局编《中国教育概况（一）》中的《全国重点高等学校名单》列出，共96所。
| 省区名 （院校数目）   | 院校名称             | 院校名称           | 院校名称           | 院校名称         |
| --------------------- | -------------------- | ------------------ | ------------------ | ---------------- |
| 北京市（22）          | 北京大学             | 中国人民大学       | 清华大学           | 北方交通大学     |
| 北京市（22）          | 北京航空学院         | 北京工业学院       | 北京钢铁学院       | 北京化工学院     |
| 北京市（22）          | 北京邮电学院         | 北京农业机械化学院 | 北京农业大学       | 北京林学院       |
| 北京市（22）          | 中国首都医科大学     | 北京医学院         | 北京中医学院       | 北京师范大学     |
| 北京市（22）          | 北京外国语学院       | 北京对外贸易学院   | 国际关系学院       | 北京体育学院     |
| 北京市（22）          | 中央音乐学院         | 中央民族学院       |                    |                  |
| 天津市（2）           | 南开大学             | 天津大学           |                    |                  |
| 河北省（1）           | 华北电力学院         |                    |                    |                  |
| 山西省（1）           | 山西农业大学         |                    |                    |                  |
| 内蒙古自治区（1）     | 内蒙古大学           |                    |                    |                  |
| 辽宁省（5）           | 大连工学院           | 东北工学院         | 阜新矿业学院       | 大连海运学院     |
| 辽宁省（5）           | 沈阳农学院           |                    |                    |                  |
| 吉林省（3）           | 吉林大学             | 吉林工业大学       | 长春地质学院       |                  |
| 黑龙江省（4）         | 哈尔滨工业大学       | 东北重型机械学院   | 哈尔滨船舶工程学院 | 大庆石油学院     |
| 上海市（8）           | 复旦大学             | 同济大学           | 上海交通大学       | 华东化工学院     |
| 上海市（8）           | 华东纺织工学院       | 上海第一医学院     | 华东师范大学       | 上海外国语学院   |
| 江苏省（9）           | 南京大学             | 南京工学院         | 南京航空学院       | 华东工程学院     |
| 江苏省（9）           | 中国矿业学院         | 华东水利学院       | 江苏工学院         | 南京气象学院     |
| 江苏省（9）           | 南京农学院           |                    |                    |                  |
| 浙江省（1）           | 浙江大学             |                    |                    |                  |
| 安徽省（2）           | 中国科学技术大学     | 合肥工业大学       |                    |                  |
| 福建省（1）           | 厦门大学             |                    |                    |                  |
| 江西省（1）           | 江西农业大学         |                    |                    |                  |
| 山东省（3）           | 山东大学             | 山东海洋学院       | 华东石油学院       |                  |
| 湖北省（7）           | 武汉大学             | 华中工学院         | 武汉地质学院       | 武汉水利电力学院 |
| 湖北省（7）           | 武汉建筑材料工业学院 | 武汉测绘学院       | 华中农学院         |                  |
| 湖南省（3）           | 湘潭大学             | 湖南大学           | 中南矿冶学院       |                  |
| 广东省（4）           | 中山大学             | 华南工学院         | 华南农学院         | 中山医学院       |
| 四川省（9）           | 四川大学             | 重庆大学           | 成都科学技术大学   | 西南交通大学     |
| 四川省（9）           | 成都电讯工程学院     | 重庆建筑工程学院   | 西南农学院         | 四川医学院       |
| 四川省（9）           | 西南政法学院         |                    |                    |                  |
| 云南省（1）           | 云南大学             |                    |                    |                  |
| 陕西省（6）           | 西北大学             | 西安交通大学       | 西北工业大学       | 西北电讯工程学院 |
| 陕西省（6）           | 西北轻工业学院       | 西北农学院         |                    |                  |
| 甘肃省（1）           | 兰州大学             |                    |                    |                  |
| 新疆维吾尔自治区（1） | 新疆大学             |                    |                    |                  |

### 数量变化
| 时期                               | 数量 | 备注                                             |
| ---------------------------------- | ---- | ------------------------------------------------ |
| 1954.6                             | 6    | 最早的六所（北大、清华、人大、北农、北医、哈工） |
| 1959.4                             | 16   | [ 7 ]                                            |
| 1959.8                             | 20   |                                                  |
| 1960.10                            | 64   | [ 10 ]                                           |
| 1964.10                            | 68   | 文化大革命爆发，8所国家重点大学停办或下放        |
| 1978.2                             | 88   |                                                  |
| 1981                               | 96   |                                                  |
| 1990年代停止使用“全国重点大学”称呼 |      |                                                  |
| 1997.12                            | 102  | “211工程”第二批                                  |
| 2002                               | 95   | 世纪之交的高等院校合并                           |
| 2009.2                             | 112  | 最后一批“211”                                    |
| 2017.9                             | 140  | “双一流”建设高校                                 |
| 2022.3                             | 147  | “双一流”建设高校第二轮                           |